# Combats à la frontière russo-ukrainienne (2014)
 (Novembre 2023).
Guerre du Donbass
(fait partie de la Guerre russo-ukrainienne)
Batailles
- Euromaïdan
- Révolution de la Dignité
- Manifestations anti-Maïdan

Annexion de la Crimée
- Invasion russe de la Crimée
- Prise du Parlement de Crimée
- Prise de la base navale sud
- Incident de Simféropol (en)
- Occupation russe de la Crimée

Troubles pro-russes
- Odessa
- Troubles pro-russes à Kharkiv (uk)
- Troubles pro-russes à Louhansk (uk)
- Affrontement de la rue Rymarska
- Proclamation de la république de Crimée
- Prise de Donetsk
- Proclamation de la RP de Donetsk
- Proclamation de la RP d'Odessa (hu)
- Proclamation de la RP de Lougansk
- Affrontements à Odessa du 2 mai (uk)
- Incendie de la Maison des syndicats d'Odessa

Guerre du Donbass
- Sloviansk
- Kramatorsk
- Artemivsk
- Marioupol
- Karlivka
- 1re Donetsk
- Louhansk
- Krasnyi Lyman
- Il-76
- Chyrokyne
- Frontière
- Saour-Mogyla
- Horlivka
- Vol Malaysia Airlines 17
- 2e Donetsk
- Loutouhyne
- Ilovaïsk
- Novoazovsk
- 3e Donetsk
- 32e barrage
- Volnovakha
- Debaltseve
- Marïnka
- Avdiïvka

Les combats à la frontière russo-ukrainienne de 2014, également appelés opération de restauration de la frontière d'État, la bataille à la frontière,,,, la bataille dans le secteur D, l'encerclement d'Izvarinsky, ou l' encerclement de Dovzhansky,, correspond à une phase de la guerre dans le Donbass, dans le cadre de la Guerre russo-ukrainienne, dans laquelle les forces armées ukrainiennes ont combattu les rebelles séparatistes pro-russes, contrôlés par la Russie, pour les Oblast de Donetsk et de Louhansk.
De nombreux combats ont éclaté dans le secteur D de l'opération antiterroriste ukrainienne (ATO) au cours de « l'opération de restauration de la frontière d'État » entre juin et août 2014. La tâche principale des forces ukrainiennes étaient de rétablir le contrôle sur la section de la frontière interétatique entre l'Ukraine et la Russie Izvaryne – Kumachovo et ainsi couper les routes logistiques et d'approvisionnement pour des rebelles séparatistes pro-russes depuis le territoire russe internationalement reconnue.
L'établissement d'un contrôle aux frontières était un point clé du plan de paix du président ukrainien Petro Porochenko, élu en mai 2014. L'offensive des forces ukrainiennes de l'ATO a commencé le 12 juin. Au cours de la confrontation, les unités ukrainiennes ont essuyé des tirs nourris d'artillerie lourde depuis le territoire de la Fédération de Russie. Au cours de nombreux combats, l'armée ukrainienne n'a pas réussi à reprendre le contrôle du poste-frontière d'Izvaryne. Avec la perte de contrôle des localités de Stepanovka, Marynivka et du poste-frontière de Marynivka à la mi-juillet, les ukrainiennes à l'est du village de Marynivka se sont retrouvées encerclées. Les unités assiégées ont pu être évacuées et la bataille a pris fin le 7 août avec la retraite des dernières unités qui avaient effectué la tâche de maintenir la frontière interétatique. La bataille à la frontière a été la première défaite majeure des forces ukrainiennes. En conséquence, le contrôle de la frontière interétatique d'Izvaryny à Marynivka a été perdu. Les forces armées, la Garde nationale et le Service national des gardes-frontières ukrainiens ont subi de lourdes pertes, tant en personnel qu'en matériel. Les pertes des forces armées ukrainiennes ont été particulièrement lourdes.
Les combats à la frontière ont significativement limité l'approvisionnement des rebelles séparatistes prorusses depuis la Russie. Après la reprise de plusieurs centaines de kilomètres de frontière, la faculté d'approvisionnement a des insurgés a été limité à leur propres ressources. L'approvisionnement des rebelles séparatistes prorusses provenant exclusivement de Russie, le contrôle des frontières était un point clé du règlement du conflit et est devenu plus tard l'un des fondements du Protocole de Minsk.

## La situation au début de l'été
Les atteintes à l'inviolabilité de la frontière ont commencé au printemps 2014. Début avril, un groupe de mercenaires russes, dirigé par Igor Girkin, citoyen russe et ancien agent des services spéciaux, est entré librement sur le territoire ukrainien et s'est emparé de la ville de Sloviansk, dans l'oblast de Donetsk. Fin mai, il est devenu manifeste que la frontière n'était pas fermée. Des détachements de militants, du matériel et des fournitures militaires sont arrivés sans encombre de Russie dans les régions de Donetsk et de Louhansk. La direction des services frontaliers a déclaré contrôler totalement la frontière. Cependant, la situation réelle a été critiquée par la direction du Service national des gardes-frontières ukrainien, notamment par son chef, Mykola Lytvyn.
Ainsi, dans la nuit du 2 au 3 mai 2014, deux camions Oural chargés d'armes ont fait irruption dans la cour de l'administration d'État du raïon d'Antratsyt. Les locaux administratifs étaient occupés par plusieurs dizaines d'insurgés se disant « cosaques de l'Armée du Don ». Ils ont bloqués les accès et n'ont pas répondu aux questions. Les drapeaux russe et de l'armée du Don flottaient au-dessus du bâtiment.
Un autre incident retentissant s'est produit le 13 mai, lorsque le prétendu « gouverneur » autoproclamé de Louhansk, Valéry Bolotov, blessé, a pu quitter l'Ukraine par le poste-frontalier de Dovjansky. Le président par intérim de l'Ukraine, Alexandre Tourtchynov, a demandé au parquet général et au Service de sécurité d'Ukraine (SBU) d'expliquer les raisons de ce retrait dans un délai de trois heures. Le 17 mai, les gardes-frontières ont arrêté Valéry Bolotov au poste-frontière de Dovjansky à 5 h 45. À 17h00, les forces de l'ordre ont été alertées, y compris les représentants de l'ATO, et ont attendu pendant environ deux heures l'aide des forces de sécurité, sans succès. Des affrontements ont éclaté entre les rebelles séparatistes pro-russes et les gardes-frontières, à la suite desquels Bolotov ai reparti libre avec des hommes armés. 
Le 19 mai 2014, un groupe de rebelles séparatistes pro-russes (une cinquantaine de personnes) a mené une attaque armée contre un poste-frontière des forces armées ukrainiennes près de la ville d'Amvrosiyivka, dans la région de Donetsk, près du poste-frontière d'Uspenka. À la suite de cet affrontement, les rebelles séparatistes ont été neutralisés et certains d'entre eux ont été arrêtés et poursuivis. Le 27 mai, une frappe aérienne a détruit l'un des camps d'entraînement au camp de Yaseni, près de Dovjansk. Cependant, au moment de l'attaque, la plupart des terroristes s'étaient installés à Dovjansk.
Le 1er juin, le chef des services frontaliers, Mykola Lytvyn, a admis que des combattants rebelles séparatistes, dont des citoyens russes, franchissaient chaque jour la frontière russo-ukrainienne. Ils tentaient de bloquer les gardes-frontières. Le Service nationale des gardes-frontières est passé d'une fonction de surveillance de la frontière à sa défense à proprement parler. Le 30 mai, une colonne rebelles séparatistes pro-russes a été arrêtée et cinq insurgés ont été tués. Depuis le début du mois de mars, plus de 250 citoyens russes ont été arrêtés alors qu'ils tentaient de se rendre en Ukraine. Début juin, plusieurs affrontements armés ont opposé le Service national des gardes-frontières ukrainiens à des rebelles séparatistes cherchant à établir leur contrôle sur la frontière.
Le 28 mai, l'espace aérien ukrainien a été violé par la Fédération de Russie et le vol d'un drone russe a été enregistré dans la zone d'opération des forces ukrainienne. Le 30 mai, les gardes-frontières en direction de Novaya Nadejda (Russie) - Dibrivka (Ukraine) ont arrêté des individus armés avec un nombre important d'armes alors qu'ils tentaient d'entrer illégalement en Ukraine. Le 2 juin, les gardes-frontières ont été attaqués. Des affrontements avec des rebelles séparatistes ont eu lieu près de Horodyshche et d'Amvrosiivka. Le 3 juin, après un assaut de deux jours, le détachement frontalier de Louhansk a été capturé. L'attaque contre le détachement frontalier de Louhansk était une action planifiée visant à désorganiser les actions des gardes-frontières pour protéger la frontière avec la Russie. Après la perte de contrôle, les gardes-frontières se sont retrouvés sans organe de coordination et de direction,. Dans la nuit du 3 au 4 juin, et durant la première quinzaine de juin, une opération spéciale a été menée pour relocaliser le personnel du Service national des gardes-frontières dans l'oblast de Louhansk. Au cours du déploiement, les 3 et 4 juin, une colonne de gardes-frontières a été attaquée, trois assaillants ont été tués et une voiture détruite. Du personnel, des armes, des munitions et du matériel des services frontaliers de Stanychno-Luhanske, Krasnodon, Biryukovo, et Dyakovo de l'oblast de Louhansk ont été redéployés. De nombreuses armes sont restées à Dovjansk. Le Service nationale des gardes-frontières a souligné la nécessité d'impliquer la Garde nationale et les forces armées pour défendre la frontière de l'État,.
Le 5 juin, une bataille a eu lieu pour le poste-frontière de Marynivka, attaqué par des rebelles séparatistes du « groupe Vostok ». Un convoi rebelles séparatistes, composé d'un véhicule blindé de transport de troupes, de quatre camions Kamaz, de trois minibus et de quatre voitures en provenance de Russie, a attaqué le poste-frontière. Les forces ukrainiennes ont l'ont emporté grâce aux renforts arrivés à temps, et les rebelles se sont repliés sur le territoire russe. Au cours de la bataille, le véhicules blindés de transport de troupes ont été capturés. 
Au cours des 4 et 5 juin, il y a eu des tentatives pour évincer les détachements frontaliers des poste-frontières, et le 5 juin, le gouvernement de l'Ukraine a décidé de a fermé 8 points de contrôle frontaliers, ce qui a été officiellement signalé aux autorités russes. Dans la région de Louhansk, ont été fermé les postes de : Chervonopartizansk, Dovzhansky, Chervona Mohyla, Novoborovtsi, Krasnodarskyi (point de contrôle dans le territoire adjacent : Donetsk), Krasnodarskyi (point de contrôle dans le territoire adjacent : Nizhny Shvyrev), « Nord » ; et dans la région de Donetsk le poste de « Marynivka ». Ainsi, environ 100 kilomètres de frontière ont été laissés sans surveillance. Le 7 juin, le ministère ukrainien des Affaires étrangères a remis à la Russie une note de protestation contre les violations de la frontière. Cette note énumérait les faits et attirait l'attention sur la participation au conflit du groupe paramilitaire russe « Kazaki ».
Le 7 juin, les rebelles séparatistes pro-russes ont lancé un ultimatum aux gardes-frontières du poste de contrôle d'Izvarine et leur ont demandé de quitter le poste-frontière dans la soirée.
Le 8 juin, des rebelles séparatistes ont attaqué le poste-frontière d'Izvarine, et ont été repoussés par les gardes-frontières. Le 10 juin, des rebelles séparatistes pro-russes ont pris le contrôle du point de contrôle Dovzhansky. Le 12 juin, des chars d'assaut ont été transférés en Ukraine depuis la Russie, traversant la frontière de nuit, en passant par Snijne (Snijné), Tchystiakove (Thorez) et Makiivka, et sont entrés à Donetsk. Le soir du 12 juin, le président ukrainien, Petro Porochenko, a tenu une réunion avec les chefs des forces de l'ordre au sujet de l'invasion de chars russes.

## Planifier les opérations futures
La décision de mener une opération visant à rétablir le contrôle des frontières a été prise pour des raisons à la fois politiques et purement militaires. Le contrôle des frontières et la création d'une zone tampon de 10 km était l'un des points clés du plan de paix proposé par le président nouvellement élu Petro Porochenko. Plus tard, le secrétaire du Conseil national de sécurité et de défense, Andriy Parubiy, a déclaré que la frontière était fermée conformément à la mission fixée par le président. Plus tard, lors d'un entretient, l'ancien chef d'état-major de l'ATO, le général Viktor Nazarov, a déclaré que le corridor frontalier de l'opération avait été aménagé pour répondre aux exigences de la communauté européenne (une des conditions de l'aide à l'Ukraine). Selon Nazarov, le commandement militaire ukrainien n'était pas très satisfait de cette décision, craignant que ses soldats étaient exposés aux tirs des deux côtés.
La mission initiale des forces ukrainiens était d'isoler la zone d'opérations de l'ATO, de reprendre le contrôle du tronçon de 140 kilomètres de la frontière interétatique – entre Izvaryne et Koumatchevo –, afin d'empêcher les groupes de mercenaires russes de franchir la frontière et d'éliminer les lignes logistiques et d'approvisionnement en homme, en armes, et en munitions des rebelles séparatistes pro-russes, contrôlés par la Russie. De plus, le groupe du « secteur  D » était chargé d'assurer le libre transport des munitions et de la logistique entre Petrovo Krasnosillia et Stepanovka.
Le contrôle des frontières devait empêcher les rebelles séparatistes prorusses d'emprunter les cinq principales routes reliant les territoires qu'ils contrôlent au territoire russe internationalement reconnu, à savoir Uspenka, Marynivka, Dovzhansky, Voznessenivka et Izvarine. Il était prévu de créer des points de défense fortifiés, capables de détruire par des tirs d'artillerie les forces rebelles empruntant ces route ou les steppes.
De plus, après avoir accompli leur première tâche (fermeture de la frontière), les forces armées ukrainiennes devaient passer à la seconde : l’encerclement des mégapoles du Donbass (Donetsk, Louhansk, Horlivka). Des bataillons de la défense territoriale devaient prendre leur place sur la frontière. L’opération devait débuter le 17 mai, mais elle a dû être reportée en raison d’une attaque contre un point de contrôle de la 51e brigade mécanisée près de Volnovakha, ce qui a contraint l’unité, démoralisée, à se replier temporairement vers l’arrière. En réalité, cette opération n’a débuté que le 12 juin. Ce report a permis aux rebelles séparatistes prorusses de renforcer leurs positions dans la zone frontalière. Le 5 juin, des rebelles de Donetsk et de Chakhtarsk sont arrivés à Amvrosiivka, comptant plusieurs centaines de personnes avec plusieurs véhicules blindés de transport de troupes et une dizaine de camions. Le même jour, cinq camions transportant des combattants d'apparence caucasienne sont arrivés à Snijne. 
Le 7 juin, une colonne de combattants russes envahit l'Ukraine. Une partie de la colonne se dirige vers Tchystiakove et Snijne. De Snijne, les rebelles ont commencé à établir une place forte et à se préparer au siège. Le 8 juin, ils poursuivirent les travaux de fortification à Snijne : ils établissent des points de contrôle, creusent des tranchées et équipent des postes de tir. Des colonnes acheminent des renforts depuis la Russie, notamment des  militaires réguliers russes.
À Snijne, le 10 juin, les effectifs des rebelles séparatistes pro-russes de Donetsk dont ceux du « groupe Vostok », a augmenté. Le renforcement des barricades et les préparatifs de défense se sont également poursuivis. Dmytrivka était déjà sous contrôle des insurgés. Snijne était une localité stratégique lors des futurs combats à 15 km de la frontière russo-ukrainienne, et à 12 km de la colline de Saour-Mogyla, le point culminant de la région. Il était difficile pour l'Ukraine de conserver Saour-Mogyla sans contrôler Snijne.

## Forces en présence

### Composition et nombre des forces de l'ATO (Ukraine)
Du côté ukrainien :
- Forces armées ukrainiennes :
  - 72e brigade mécanisée : deux groupes tactiques de bataillon
  - 79e brigade d'assaut aérien (sans peloton consolidé de lance-grenades) : deux groupes tactiques de bataillon
  - 24e brigade mécanisée : deuxième groupe tactique du bataillon
  - 55e brigade d'artillerie : 2e et 3e batteries d'artillerie gaubiques
- Département principal du renseignement du ministère de la Défense de l'Ukraine
  - 3ème objectif spécial distinct : 1 détachement incomplet.
- Groupement tactique « Frontière » (commandant le général de division Binkovsky OA) :
  - 1 compagnie de la Garde nationale (Section sud de la Garde nationale d'Ukraine), unité ZHN NGU « Herkard »
  - Plusieurs détachements du Service national des gardes-frontières de l'Ukraine représentent un nombre total allant jusqu'à 1 bataillon.

Le nombre total de combattant n'est pas établi, mais les médias évoquent un chiffre d'environ 3 à 5 000 militaires ukrainiens, plus de 50 chars d'assaut, 200 véhicules blindés de transport de troupes, 30 mortiers, jusqu'à 80 canons et des installations réactives. Selon Y. Tinchenko, 70 à 90 % des effectifs affectés au fonctionnement des forces armées étaient constitués de nouveaux appelés sous les drapeaux,.
Le commandant du secteur « D », dans la zone de responsabilité dans il était prévu de mener l'opération, était le colonel Andriy Gryshchenko, commandant de la 72e brigade, qui a été remplacé le 23 juillet par le lieutenant-général Peter Lytvyn, commandant du 8e corps d'armée. 

### Composition et nombre de militants et des forces armées russes
Il n'existe que des données fragmentaires sur le nombre total de militants dans la zone d'opération ou dans les détachements individuels. Le 16 juin, le secrétaire du Conseil national de sécurité et de défense a déclaré, lors d'une conférence de presse, que dans les régions de Donetsk et de Lougansk, les forces de l'ATO résistaient à « entre 15 000 et 20 000 militants ». La moitié d'entre eux étaient des citoyens russes – des Tchétchénie partisans de Ramzan Kadyrov, des forces spéciales russes et des mercenaires russes. L'autre moitié était des rebelles séparatistes pro-russes locaux. Les mercenaires étaient bien armés et avaient l'expérience du combat. Dans les zones frontalières de la Russie, près des régions de Lougansk et de Donetsk, 16 000 militaires réguliers russes étaient concentrés. 
Les rebelles séparatistes pro-russes de Lougansk étaient plus de 4 000, armées de fusils légers et intégrées dans plusieurs groupes, notamment :
- Le groupe « Yougoslave » compte plus de 100 personnes, déployé à Louhansk
- Le groupe « Mozgovoï » comptait jusqu'à 200 personnes. Initialement, il était basé au centre de loisirs « Yaseni », dans le raïon de Dovjansk, dans la région de Lougansk. Le 16 juin, le groupe était réparti entre Lyssytchansk, Sievierodonetsk et Dovjansk.
- Groupe Gayde  – environ 50 personnes, déployé à Dovjansk.
- Le groupe « Pasha Locator » compte environ 50 personnes, déployé à Stakhanov.
- Groupe « Lesesho », plus de 50 personnes, déployé à Louhansk.
- Groupe « 9 bouches », plus de 30 personnes, déployé à Louhansk.
- Groupe « BEMA » – plus de 100 personnes, déployé à Louhansk
- Groupe de Gontcharov – plus de 50 personnes, déployé à Louhansk
- Groupe « Pak » – plus de 20 personnes, déployé à Sievierodonetsk[51]

### Participation directe de la Russie
Du 9 juillet au 5 septembre 2014, le Service national des frontières ukrainien et le Conseil national de sécurité et de défense ont signalé plus de 120 attaques d'artillerie russe. Les autorités russes ont nié toute implication.
Le matin du 11 juillet 2014, des attaques d'artillerie massives et inattendues contre des cibles militaires dans la zone de Zelenopillia ont fait 30 morts et plus de 100 blessés parmi les soldats. Les jours suivants, les unités des gardes-frontières ukrainiens ont été la cible de tirs d'artillerie. Fin juillet 2014, ces tirs massifs ont causé des pertes importantes et ont contribué au retrait des forces ukrainiennes.

## Déroulement des combats

### 1rephase: offensive ukrainienne et échec du plan
Selon les rapports des services de renseignement, au moment du début de l'opération dans la région d'Izvarine-Amvrosiivka, l'armée ukrainienne bénéficiait d'un grand avantage. La progression des unités au sud de la ligne Tchystiakove – Snijne – Rovenky – Dovjansk – Goukovo ne devrait pas rencontré de résistance sérieuse. Cependant, cette zone est un étroit corridor le long de la frontière interétatique avec la Russie. La frontière devient donc le flanc droit de la colonne groupe.
Début mai, des rebelles séparatistes prorusses ont occupé le village frontalier de Dmytrivka (uk). La quarantaine d'insurgés s'est emparé des ponts. À 100 mètres du poste de contrôle des militants se trouvait un poste-frontière où étaient postés une centaine de gardes-frontières ukrainiens, qui se déplaçaient chaque jour pour surveiller la frontière, après avoir reçu l'autorisation des rebelles séparatistes. Au début de l'offensive, le village de Dmytrivka était occupé par d'importantes forces rebelles séparatistes – environ 300 personnes, renforcées par des véhicules blindés de transport de troupes. Un groupe de plus de 100 rebelles et deux véhicules blindés de transport de troupes ont également occupé la hauteur 277 de Saour-Mogyla.
Le 12 juin, le groupe tactique de la compagnie de la 79e brigade aéromobile reçoit l'ordre d'occuper Saour-Mogyla La reconnaissance a été menée par le 1er détachement du 3e régiment des forces spéciales. Les forces spéciales ont détectés l'embuscade à l'avance, évitant ainsi de lourdes pertes, et ont engagé le combat. Quelque temps plus tard, des parachutistes du 1er bataillon aéromobile de la 79e brigade aéromobile sont venus en aide aux unités de reconnaissance. Après cela, les unités des forces armées ukrainiennes se sont retirées.
En conséquence, le commandement ukrainien a décidé d'envoyer des troupes contourner les points de résistance rebelles, sans occuper Saour-Mogyla et Dmytrivka. La mission de diriger les forces ukrainiennes le long de la frontière a été confiée au détachement des forces spéciales du lieutenant-colonel Yuriy Kovalenko (Commandant adjoint du 2e détachement du 3e régiment des forces spéciales). Le détachement devait forcer la traversée de la rivière à gué près du village de Kozhevnya (uk).
Le 12 juin, un groupe de reconnaissance de huit hommes a été largué par hélicoptère vers 14h, sur le trajet des colonnes, dans une zone entièrement contrôlée par les rebelles séparatistes prorusses. En raison d'une mauvaise planification de l'opération, le groupe fut découvert au moment du larguage, puis encerclé. Les militaires ukrainiens ont repris le combat et ont été capturés. Pour sauver leurs camarades, le groupe de Kovalenko a tenté d'atteindre la zone de débarquement par voie terrestre, mais se heurte aux insurgés, entrainant la mort d'un soldat des forces spéciales .
Au total, le 12 juin, dans les zones frontalières, les forces ukrainiennes ont bloqué 3 convois rebelles séparatistes transportant des armes et des munitions entrés en Ukraine depuis la Russie. 10 camions avec des armes ont été capturés, des postes de tir ont été détruits. 2 chars d'assaut qui étaient arrivés précédemment depuis la Russie ont également été détruits. Une frappe d'hélicoptère a détruit un autre convoi en provenance de Russie. Les rebelles séparatistes prorusses ont perdu environ 40 personnes et 12 unités d'équipement automobile,.
À la fin du premier jour de l'opération, le 12 juin, l'administration présidentielle ukrainienne a annoncé que le contrôle du gouvernement a été rétabli sur une centaine de kilomètres de frontière. Selon le ministre de l'Intérieur Arsen Avakov, les forces armées ukrainiennes, la Garde nationale et le Service national des gardes-frontières d'Ukraine avaient rétabli le contrôle sur 120 km de la frontière interétatique au 12 juin. Le chef du SBU (uk), Vasyl Krutov (uk) a déclaré que la frontière interétatique sera fermée dans les prochains jours. Le conseiller du ministre des Affaires intérieures Anton Gerashchenko a déclaré que la frontière sera fermée jusqu'au 14 juin.
Le 13 juin, la Russie a accusé l'Ukraine d'avoir franchi illégalement sa frontière avec deux véhicules blindés de transport de troupes.
Au 14 juin, une zone d’environ 248 km le long de la frontière était sous le contrôle des forces ukrainiennes. Le 14 juin, les forces de l'ATO ont bloqué la circulation de 7 convois transportant des armes et des munitions à destination des rebelles séparatistes prorusses et ont détruit 2 véhicules blindés de transport de troupes, 2 chars T-64B, 2 camions KamAZ, un camion lance-roquettes BM-21 Grad et 1 unité BM-21 Grad ont été capturée.
Le 15 juin, le ministre ukrainien de la Défense, Mykhailo Koval, a annoncé que la frontière serait sous contrôle des forces de l'ATO dans quelques jours et qu'une zone tampon serait créée. Selon le ministre, à cette date, environ 250 km de frontière étaient fermés.
Le 16 juin, il a été rapporté que 8 parachutistes de la 79e brigade avaient été capturés par les rebelles séparatistes prorusses.
Dans l'après-midi du 16 juin, une bataille a eu lieu près de la localité de Biryukovo, lorsque les gardes-frontières ont affronté des rebelles séparatistes prorusses en provenance de la ville de Dovjansk. Après la bataille, les insurgés se sont retirés à Dojvansk, et les gardes-frontières n'ont subi aucune perte.
Les Ukrainiens ont installé des points de contrôle sur les routes empruntées par les unités et le matériel des rebelles séparatistes ou des forces russes pénétrant sur le territoire ukrainien. Toujours le long de la frontière, à partir de Horodyshche, l'armée ukrainienne s'est déplacée jusqu'au village de Novokiivka (uk), continuant de boucler le large encerclement des insurgés.
Le 16 juin, le président ukrainien Petro Porochenko a annoncé qu'un cessez-le-feu serait déclaré conformément au plan de paix après la fermeture de la frontière. Selon lui, au 16 juillet, environ 250 km de la frontière étaient contrôlés par l'Ukraine.
Le 17 juin, un détachement de rebelles séparatistes prorusses avec des véhicules blindés lourds a traversé la frontière interétatique et a rejoint le bataillon insurgé Zaria. Les troupes ukrainiennes ont subi des pertes en essayant de les arrêter.
Le 19 juin, selon Dmytro Tymchuk, le flux d'armes et de personne en provenance de Russie a continué à travers le poste-frontière de Raïon de Dovjansk. Selon lui, au moins 3 lance-roquettes multiplues sont entrés sur le territoire de l'Ukraine.
Selon Tymchuk, de nouveaux chars d'assaut, véhicules blindés de transport de troupes et lance-roquettes multiples ont été déployés sur le territoire ukrainien le 19 juin. Au 20 juin, les rebelles séparatistes prorusses étaient armés d'au moins 6 BM-21 Grad.
Le 20 juin, selon le président de la Rada suprême, le Parlement monocaméral de l'Ukraine, Oleksandr Tourtchynov, les forces de l'ATO se sont approchées du village d'Izvarine (uk), achevant ainsi l'opération de fermeture de la frontière. Le ministre ukrainien de la Défense, Mykhailo Koval, a reçu un rapport du chef d'état-major indiquant que les forces avaient complètement encerclé la région de l'ATO et rétabli l'inviolabilité de la frontière. Cependant, à 15h00 le 20 juin, le CDSN n'avait pas confirmé ce rapport concernant le contrôle total de la frontière. Selon le président du centre d'information du CDSN, V. Tchepovy, il s'agissait de la dynamique de prise de contrôle de la frontière. Selon les informations officielles, l'opération visant à établir la défense de la frontière a été achevée le 20 juin à 18h30. Conformément à la mission fixé par le Président, les forces ukrainiennes sont passées à la deuxième phase : l'établissement d'un contrôle sur la frontière interétatique. Après la réunion du CDSN, le président Petro Porochenko, conformément au plan de paix, a annoncé un cessez-le-feu unilatéral des forces ukrainiennes.
Au milieu des revendications de contrôle total sur la frontière, une série de batailles a eu lieu aux postes de contrôle frontaliers le 20 juin : Izvarine et Dovzhansky dans la région de Louhansk et le village Vyselky (uk) et le poste-frontière d'Uspenka (uk) dans la région de Donetsk. Une bataille entre les forces ukrainiennes et les rebelles séparatistes prorusses a eu lieu près du poste-frontière de Dovzhansky (uk). Pendant la bataille, des renforts du territoire russe se sont approchés des rebelles. À 21h30, les insurgés ont attaqué le poste-frontière d'Izvarine. 6 gardes-frontières ont été blessés, dont 2 grièvement. 15 gardes-frontières se sont retirés en territoire russe. Pendant la bataille, le territoire russe a été bombardé et 1 garde-frontière russe a été blessé. Les gardes-frontières sont rentrés en Ukraine le 23 juin.
Le même jour, des informations sont apparues selon lesquelles une colonne de véhicules blindés en provenance de Russie était entrée à Louhansk, composée de deux chars T-64 et de cinq véhicules blindés de transport de troupes. Par conséquent, les informations sur le contrôle total de la frontière ne correspondaient pas à la réalité. La défaite des forces ukrainiennes lors de la bataille pour le poste de contrôle d'Izvarine a permis aux rebelles séparatistes prorusses de recevoir des renforts depuis la Russie.
Après l'arrêt de l'offensive ukrainiennes, des combats ont éclaté pour le contrôle des communications entre les territoires contrôlés par les rebelles séparatistes prorusses et la Russie tout au long de l'opération. Pendant le cessez-le-feu unilatéral du 20 juin au 1er juillet, les combats ont quelque peu diminué. Les 21 et 22 juin, des combats ont eu lieu près de Dovjansk, Dovzhansky et Biryukovo, sur la route Horodyshche – Krasna Talivka (uk). Le 21 juin, des rebelles ont attaqué des positions de l'ATO près de Voznessenivka et du village de Biryukovo  . Le 22 juin, des insurgés ont tendu une embuscade à une unité de gardes-frontières près de Horodyshche dans l'oblast de Louhansk. À la suite des combats, un garde-frontière a été blessé. Le 25 juin, un groupe de rebelles séparatistes prorusses a franchi la frontière près de la localité de Dmytrivka (uk).

### 2ephase: encerclement rebelle et bombardement russe

#### Reprise des combats à la frontière
Dans la nuit du 1er juillet, le cessez-le-feu unilatéral a été levé. Le président ukrainien a ordonné aux forces de l'ATO de passer à l'offensive. Après une préparation d'artillerie, les forces ukrainiennes ont lancé l'offensive sur toute la ligne de front. Les combats ont repris près des points de contrôle à la frontière interétatique. Les forces armées ukrainiennes et le Service national des gardes-frontières ukrainiens ont tenté de déloger les rebelles de leurs positions, de rétablir le contrôle des points de contrôle et de bloquer les principales voies d'approvisionnement des rebelles en provenance directe de Russie.
Le 1er juillet, les unités ukrainiennes ont chassé les rebelles du poste-frontière de Dovjanskyi et ont repris leurs opérations. Le lendemain, elles ont commencés à construire des fortifications,.
Au 2 juillet, les forces ukrainiennes ne contrôlaient plus les postes-frontière d'Izvarine et Tchervonopartizansk. Toutefois, les tentatives de rétablir le contrôle sur ces postes se sont poursuivies.
Le 2 juillet, le ministre de la Défense Mikhaïl Koval a déclaré que lors de la percée de la frontière ukrainienne, les rebelles avaient réussi à utiliser jusqu'à dix lance-roquettes BM-21 Grad. Ces lanceurs appartenaient à la 18e brigade de fusiliers motorisés des forces armées régulières russes de Tchétchénie, et l'un des chars, un T-64V, provenait de la 205e brigade de fusiliers motorisés des forces armées russes de Boudionnovsk.
Le même jour, le CDSN a signalé qu'au cours des dernières 24 heures, des convois et des positions ukrainiens près des villages de Dyakove et Porechie ont été la cible de tirs. Les rebelles séparatistes prorusses ont tiré sur des positions près du village de Porechie depuis Sorokyne,. Les gardes-frontières ont relevé la présence des hélicoptères russes dans la région de Dovjansk.
Du 2 au 4 juillet, des combats ont eu lieu dans la région de Saour-Mogyla et la zone du point de contrôle d'Izvarine,,. Le 2 juillet, un véhicule de combat d'infanterie a explosé sur une mine terrestre près du poste-frontière d'Izvarine. Le 3 juillet, l'artillerie ukrainienne a détruit un bastion sur la hauteur stratégique de Saour-Mogyla. Tenant le point de contrôle d'Izvarine, les rebelles séparatistes prorusses ont essayé d'assurer le passage de leurs forces depuis le territoire russe vers le territoire ukrainien par la seule autoroute principale sous leur contrôle. Le 3 juillet, des hélicoptères d'attaque russes ont été repérés traversant la frontière près de Sorokyne. L'après-midi du 3 juillet, D. Snegirev a déclaré que les forces ukrainiennes avaient réussi à chasser les rebelles du point de contrôle d'Izvarine. Les combats ont continué dans les environ du poste-frontière.
Dans la nuit du 2 juillet, lors du bombardement du poste-frontière de Novoazovsk par des rebelles séparatistes prorusses à la frontière avec la Russie, les gardes-frontières ont aidé les civils à ce mettre à l'abri, puis ont pris position pour assurer la défense du périmètre. Huit gardes-frontières ont été blessés. Oleg Semenovsky, chef du gardes-frontière dans la zone, a attaqué à l'aide d'une automobile l'endroit ou les rebelles séparatistes effectuaient des tirs de mortiers. Les gardes-frontières ont contraint les rebelles à cesser leur tirs dans toutes les directions et à se replier dans l'obscurité.
Le 4 juillet, après avoir repoussé une attaque près du poste de contrôle de « Marynivka », des militaires ukrainiens ont trouvé sur le champ de bataille une caisse contenant des missiles sol-air « Igla ». Les marquages indiquaient que ces missiles étaient stockés dans l'unité de défense aérienne des forces armées russes. En plus des  missiles, les rebelles séparatistes ont reçu des véhicules blindés. Selon Iouriy Stets, 20 chars d'assaut et 122 véhicules blindés ont été directement fournis aux rebelles sépartistes de Louhansk par la Russie. Le 4 juillet, le mouvement de camions transportant des rebelles a été relevé.
Le 6 juillet, l'aviation ukrainienne a mené deux frappes aériennes contre des chars d'assaut et des installations d'artillerie rebelles près du village d'Izvarine. Grâce à ces frappes, il a été possible de stopper pour un temps les attaques des rebelles séparatistes prorusses.
Le 7 juillet, lors d'un point de presse, le chef adjoint du Service national des frontières ukrainien, P. Shysholin, a indiqué que deux groupes tactiques spéciaux avaient été déployés sur le territoire des régions de Louhansk et de Donetsk pour défendre la frontière, et que des opérations avaient été organisées dans neuf secteurs de la frontière. Les points de contrôle de Tchervonopartizansk et d'Izvarine sont sous le contrôle visuel et à porter de tir des forces armées ukrainiennes. Les gardes-frontières et les forces armées ukrainiennes sont situées à 8 km des poins de contrôle.
Le même jour, le président du Conseil national de la défense de la Russie, A. Lysenko, a déclaré que la plupart des sections de la frontière russo-ukrainienne étaient sous le contrôle des forces ukrainiennes et que les sections restantes non contrôlées seraient bientôt remises sous contrôle des forces armées ukrainiennes, de la Garde nationale et des gardes-frontières. Dans le même temps, les rebelles séparatistes prorusses ont continué à bombarder les positions des militaires ukrainiens, en particulier, le 7 juillet, des militants ont bombardé le poste-frontière de Dovzhanskyi.
Le 8 juillet, le ministre de la Défense de l'Ukraine Mykhailo Koval a déclaré à la télévision que la frontière russo-ukrainienne, y compris les zones problématique dans la région de Louhansk, est entièrement contrôlée par les militaires et les gardes-frontières ukrainiens.
Le 8 juillet, des rebelles séparatistes prorusses ont tiré à l'aide de mortiers sur des positions ukrainiennes près des villages de Marynivka et Dyakove. Le poste-frontière de Dovzhanskyi a été touché par des tirs d'artillerie. Les combats se sont poursuivis dans la région d'Izvarine.
Le 9 juillet, les forces ukrainiennes, utilisant des obusiers Automoteur 2S3 « Akatsiya », ont lancé une frappe d'artillerie sur les positions des rebelles séparatistes prorusses près du village de Dmytrivka. Les insurgés ont perdu 2 BM-21 Grad et des missiles sol-air. Entre les villages de Dmytrivka et Chervona Zorya, un BMP-2 a explosé sur une mine terrestre, tuant 2 soldats de la 72e brigade. Les rebelles ont également tiré sur Dovzhanske, blessant 7 soldats.
Le 10 juillet, l'aviation ukrainienne a frappé des fortifications rebelles dans la zone de la hauteur de Saour-Mogyla et une concentration d'insurgés près d'Izvarine. Les rebelles séparatistes prorusses ont subi des pertes importantes (plus de 50 morts). Des combats se sont poursuivis près du poste de contrôle de Dovzhansky, un BMP-2 ukrainien a explosé sur une mine terrestre, tuant 4 combattants (2 combattants de la 24e brigade et 2 gardes-frontières),.
Le même jour, des mortiers ont tiré sur un poste-frontière près du village de Marynivka. À la suite du bombardement d'un poste de contrôle près du village de Dyakove, 7 rebelles séparatistes prorusses ont été blessés.
Le nouveau ministre ukrainien de la Défense, Valéri Heleteï, a annoncé que les forces ukrainiennes avaient pris le contrôle du point de contrôle de Tchervonopartizansk, ce jour-là.
Au 10 juillet, l'Ukraine ne contrôlait pas totalement la frontière dans la région de Louhansk. De plus en plus de colonnes de véhicules blindés arrivaient à Louhansk . L'aviation ukrainienne en détruisant certaines au cours de leur progression. L'aviation a également frappé les positions des rebelles dans la zone de Rovenky et de Sorokyne. Les combats se sont poursuivis dans la région du village d'Izvaryne. Le poste de contrôle de Tchervonopartizansk était entièrement contrôlé par les forces armées ukrainiennes et le Service national des gardes-frontières ukrainiens.
Les unités ukrainiennes ont mené des opérations de combat dans des conditions difficiles. Les localités d'Izvarine, Vlasivka, Ouralo-Kavkaz et Popivka sont situées à proximité de la frontière et de la ville de Sorokyne, qui n'était pas contrôlée par l'Ukraine. La rivière Velyka Kamyanka, une crête au nord d'Izvarine, posait certaines difficultés pour l'acheminement du matériel militaire.
À cette époque, les localités de Mospyne, Starobesheve, Amvrosiivka, Saurivka, Tchystiakove, Snijne, Rovenki et Dovjansk étaient contrôlées par des rebelles séparatistes prorusses. Le « corridor » le long de la frontière, où se tenaient les positions des Forces armées ukrainiennes, de la Garde nationale et du Service national des gardes-frontières ukrainiens, mesurait entre 17 et 15 kilomètres de large.
Selon le centre de presse de l'ATO, le 11 juillet, des unités ukrainiennes ont pris le contrôle du point de contrôle d'Izvarine. Le 1er bataillon mécanisé de la 72e brigade et des unités du 3e régiment des forces spéciales ont pris une part active à ces combats. Un groupe du 3e régiment des forces spéciales sous le commandement de Iouriy Kovalenko a pris d'assaut le point de contrôle d'Izvarine à trois reprises, éliminant les rebelles, mais l'armée a reçu l'ordre de se retirer, puis le point de contrôle a été de nouveau occupé par les rebelles.

#### Attaque et encerclement par les rebelles

##### Plan des rebelles
À la fin de la première semaine d'offensive, les forces armées ukrainiennes ont remporté un succès qui a ensuite conduit à une défaite majeure. Le 5 juillet 2014, les troupes ukrainiennes ont repris Sloviansk après plusieurs mois de siège. Ce jour-là, les troupes ukrainiennes ont également repris les villes de Kramatorsk, Artemivsk (Bakhmout), Kostiantynivka, Droujkivka et les villages environnants, après le replie des rebelles séparatistes du groupe d'Igor Girkin. Ce groupe lui-même n'ayant pas été détruit conduit en partie à l'échec ukrainien à la frontière interétatique.
Après le repli du groupe de Girkin, l'Ukraine a perdu l'initiative. Les rebelles séparatistes prorusses pouvaient choisir le moment et le lieu de leur frappe, car elles disposaient de forces supplémentaires à cet effet. Les rebelles séparatistes ont décidé de frapper les troupes ukrainiennes qui défendait la frontière interétatique. L'un des objectifs affichés de l'offensive rebelle était de s'emparer du matériel militaire ukrainien, et de la même manière d'intégrer les armes et les militaires des forces armées russes.
Le plan rebelle consistait à infliger de lourdes pertes en hommes et en matériel aux forces ukrainiennes dans les zones frontalières grâce à des frappes d'artillerie (y compris l'artillerie des forces armées régulière russes depuis le territoire de la Russie). Ensuite, il s'agissait d'attaquer les points les plus vulnérables de la défense des troupes ukrainiennes, notamment la zone de Tarany -Stepanivka-Marynivka. Ce choix s'explique par le contrôle rebelle de Saour-Mogyla et le manque de manœuvrabilité des forces ukrainiennes dans l'étroit corridor entre les positions des insurgés et la frontière russe. Le contrôle de cette zone permettait de bloquer toute tentative d'envoi de renforts vers les zones les plus éloignées du « secteur D ». Après l'assaut réussi contre le poste-frontière de « Marynivka », les rebelles séparatistes se réclamant de l'autorité de fait se disant « république populaire Donetsk » ont établi leurs propres lignes de ravitaillement depuis le territoire de la Russie et ne dépendaient plus de l'évolution des combats près du poste-frontière d'« Izvarine ».
Le deuxième point de vulnérabilité était la zone de Tchervonopartizansk, afin d'isoler le groupe ukrainien qui combattait pour le point de contrôle d'Izvarine. Les rebelles séparatistes prorusses, avec l'aide de l'artillerie russe, devaient ainsi séparer le groupe ukrainien et l'encercler. Les unités encerclées perdraient rapidement toute capacité de combat, faute de ravitaillement, de munitions, de carburant et de nourriture. L'étape suivante consistait à détruire les unités encerclées une par une.

##### Offensive rebelle
Dès que les dirigeants séparatistes contrôlés par la Russie ont estimé que Donetsk n'était pas menacée, ils ont commencé à renforcer le sud de la ligne de front. Les 8 et 9 juillet, des renforts sont arrivés à Ilovaïsk et Mospyne. Les rebelles séparatistes prorusses ont renforcé leurs positions et se sont préparés à défendre ces localités,. La concentration des forces et du matériel rebelle à Snijne a commencé, et un groupe d'attaque a été créé pour détruire les forces ukrainiennes dans le secteur « D ».
Le 9 juillet, vers 21h30, le sergent Pavlo Vysotsky a été tué dans un véhicule de combat d'infanterie (BMP-2) par un engin explosif installé sur la route longeant le trajet d'un convoi militaire, à 6 kilomètres au sud du village de Dmytrivka, dans le raïon de Chakhtarsk. Le sergent subalterne Oleg Mosiychuk a également péri avec lui, et le 29 juillet, le soldat Vitaly Pidlubny est décédé à l'hôpital des suites de ses blessures[réf. nécessaire].

Le 11 juillet, des rebelles séparatistes prorusses ont lancé plusieurs frappes aériennes avec des lance-roquettes multiple. À 4h30 du matin, le camp de base des militaires ukrainiens du groupe tactique « Frontière » dans la zone du village de Zelenopillya, à 17 km au sud-est de la ville de Rovenky, dans l'oblast de Louhansk, a été bombardée au lance-roquettes multiple et au mortier. Des unités des 24e, 72e et 79e brigades ainsi que du Service national des gardes-frontières ont été touchées. Il a été tiré à plus de 15 km de distance de la frontière avec la Fédération de Russie. La chaîne de télévision ukrainienne « Inter » a suggéré que les militaires avaient été abattus avec la dernière arme russe « Tornado-G »,. L'ancien ministre de la Défense ukrainien et vice-président du Conseil de défense et de sécurité nationale, Mykhaïlo Koval, a émis la même hypothèse. Le matériel et le personnel ont subi de lourdes pertes. Le Colonel Igor Momot, chef adjoint de la direction régionale de l'Est, est parmi les victimes. Les combats avec les militants ont duré jusqu'à 10 heures du matin. Les unités ont été contraintes de battre en retraite.
Le même jour, l'aviation ukrainienne a mené plusieurs frappes ciblées, détruisant notamment une base militante sur le territoire de la mine Nova, dans la région de Sorokyne. Au cours de la journée, l'aviation a effectué 16 sorties, et ont détruit deux batteries de mortiers, deux chars, trois véhicules blindés de transport de troupes, de nombreux équipements automobiles et des munitions. Un bastion militant dans vers Izvaryne a également été découvert et détruit. Grâce à ces actions, les troupes ukrainiennes ont renforcé leurs positions près du poste-frontière d'Izvaryne,.
Ce même jour, le CDSN a admis que l'Ukraine ne contrôlait pas totalement la frontière .
Dans le même temps, les rebelles séparatistes prorusses continuaient de préparer l'offensive. Ils concentraient leurs forces dans la région de Snijne. De là, une attaque devait être lancée contre les unités ukrainiennes dans le secteur « D ». Ainsi, le 12 juillet, Igor Girkin, est arrivé à Snijne avec des combattants dans 30 autobus. Le même jour, une importante colonne de véhicules blindés arborant les drapeaux russes et les marquages des forces armées de la Fédération de Russie est entrée sur le territoire ukrainien, vers midi. Selon des habitants, la colonne s'est divisée en deux parties : l'une a poursuivi son mouvement en direction de Dovjansk – Izvarine, et l'autre s'est dirigée vers Louhansk. Commentant cette information, V. Seleznyov a noté que si l'information est confirmée, la colonne sera détruite.
Le 13 juillet, des avions ukrainiens ont frappé une base des séparatistes près d'Izvaryne.
Le 14 juillet, le ministère ukrainien de la Défense a déclaré que les colonnes de véhicules blindés entrées sur le territoire ukrainien depuis la Russie avaient été éliminées.
Le 14 juillet à 12h30, un avion An-26 a été abattu alors qu'il effectuait une mission dans la région de Louhansk dans le cadre du soutien aérien de la phase active de l'ATO. Le pilote de l'avion a réussi à s'éjecter. Plus tard, le ministre de la Défense Valéri Heleteï a annoncé que les membres de l'équipage avaient repris contact avec le commandement. Cependant deux membres d'équipage ont été capturé tandis que les sort des six autres demeurent inconnus.
Dans le même jour, le groupe de Girkin a renforcé ses forces en direction du sud, et se sont fortifiés le long de la route Donetsk-Snijne-Louhansk.
Le 15 juillet, près de Tchervonopartizansk, un groupe de forces spéciales du 3e régiment a essuyé des tirs de mortier, alors qu'elle se préparait à une mission de combat, tuant le commandant (Lieutenant-colonel Yuri Kovalenko) et huit autres soldats (Maxim Benderov, Mykola Alekseev, Bohdan Karavaysky, Stanislav Maiseev, Dmitry Ryabiy, Maxim Verbovy, Ivan Markov, et Viktor Harkavenko, décédé en Russie des suites de ses blessures).
Dans la matinée, près de la ville d'Amvrossiïvka, le 3e bataillon de la 72e brigade a essuyé des tirs, faisant de quatre soldats morts (Bratko Oleg Anatoliyovych, Pavlusha Serhiy Valeriyovych et Sokyrko Anatoliy Mykhailovych) plus de dix blessés.
Lors du redéploiement des unités de la 72e brigade, une colonne transportant des blessés quitta le village de Provallya pour celui de Panchenkove.  Au passage du village d'Oleksandrivka, un des véhicules a explosé sur une mine terrestre, créant des explosion en chaîne parmi les munitions et les réservoirs d'essence, causant la mort de plusieurs soldats. Alors que certains blessés recevait des soins, ils ont essuyé des bombardement, et certain ont dû battre en retraite,.
Le 15 juillet, profitant de leur initiative et de l'avantage de leurs lignes logistiques, les rebelles séparatistes prorusses sont passés à l'offensive. Ils ont déclaré s'être emparé de Stepanivka le jour même, l'un des villages clés de la « gorge du corridor » le long de la frontière.
Le 16 juillet, après une préparation d'artillerie les rebelles séparatistes prorusses ont lancé une offensive contre les positions de la Garde nationale et des Forces armées ukrainiennes près des villages de Tarany et Marynivka dans l'oblast de Donetsk. Ils prévoyaient de frapper le groupe ukrainien et d'atteindre la frontière interétatique. L'aviation ukrainienne frappait les rebelles depuis le matin même, détruisant une colonne insurgée se déplaçant de Snijne à Tchystiakove. Les rebelles séparatistes ont attaqué sous la couverture de 5 chars d'assaut et de plusieurs véhicules blindés de transport de troupes. Les combattants ukrainiens ont repoussé 4 attaques et détruit 3 chars et 2 véhicules blindés de transport de troupes. Pendant le bombardement, l'infrastructure des deux villages a été considérablement endommagée. À la suite de la bataille, 2 militaires ont été tués. Les rebelles séparatistes prorusses ont déclaré qu'ils avaient pris le contrôle du village de Marynivka, le groupe ukrainien dans la zone se trouvant donc dans une position difficile.
Des bombardements d'artillerie depuis le territoire de la Russie ont visé un bastion d'un groupe tactique de compagnie de la 79e brigade près du village de Dmytrivka. Après ces tirs, les rebelles séparatistes prorusses ont lancé une attaque, faisant cinq blessés dans les rangs ukrainiens, mais ont été repoussés. Des positions près des localités de Tchervonopartizansk et de Provallya ont également été la cible de tirs.
Le même jour, les rebelles se sont regroupées se sont regroupées dans les zones frontalières, en direction de Rovenky–Dojvansk, encerclant les unités de la 72e brigade.
Un avion de chasse russe MiG-29 du 19e régiment de chasse de la 1re division d'aviation mixte de l'armée de l'air russe a abattu un Su-25 de l'armée de l'air ukrainienne d'Amvrossiïvka. L'avion a été abattu par un missile air-air ,,. Le pilote a réussi à s'éjecter et a été évacué en lieu sûr.
Dans une plantation forestière près de Yuganivka, un affrontement a eu lieu entre un détachement frontalier et un groupe de saboteurs qui tentaient de placer un engin explosif, causant la mort deux soldats ukrainiens (Postolny Mykola Mykolayovych et Zakopailo Maksym Oleksandrovych)[réf. nécessaire].
Le 17 juillet, un groupe de combattants de la 72e brigade a été la cible de tirs de Grad. Le groupe a été contraint de se replier sur le territoire russe, où 15 personnes ont été arrêtées par des agents du FSB. L'un des combattants est décédé plus tard dans un hôpital russe.
Ce jour-là, le porte-parole du CDSN, Andriy Lysenko, a rapporté que les soi-disant « petits hommes verts » (des militaires russes sans insignes) sont apparus dans la région d'Izvarine. Dmitri Tymchuk avait auparavant déclaré qu'une telle provocation était possible. Plus tard, Tymchuk a rapporté que l'un d'entre eux avait été capturé.
Le 18 juillet, les bombardements des positions ukrainienne dans la zone des localités de Dmytrivkaet des postes-frontière de Tchervonopartizansk et Marynivkase sont poursuivis.
Par la section non contrôlée de la frontière, l'arrivée des renforts rebelles séparatistes et des soldats réguliers russes. Le 19 juillet, le chef par intérim de l'administration régionale de Louhansk, I. Verygina, a signalé que 15 unités de matériel militaire étaient arrivées du territoire russe dans la nuit.
Des armes, des munitions et des renforts humains ont continué d'affluer sur le territoire ukrainien en provenance directe de la Russie. Le 19 juillet, les rebelles ont apporté quatre chars d'assaut, trois véhicules de combat d'infanterie, quatre véhicules blindés de transport de troupes et plusieurs camions Oural chargés de munitions depuis la Russie. Le 20 juillet, une colonne de matériel militaire lourd a franchi le poste de contrôle d'Izvarine depuis le territoire de russe. L'artillerie des forces armées a frappé la colonne, mais plusieurs chars ont réussi à passer en Ukraine. Selon les médias, dans la nuit du 21 au 22 juillet, une colonne de matériel militaire a franchi la frontière, comprenant 24 camions Oural, et environ 20 unités de véhicules blindés. La colonne se dirigeant vers Louhansk.
Selon D. Tymchuk, dans la nuit du 20 juillet, des positions militaires ukrainiennes près de Tchervonopartizansk et de Marynivka ont été bombardées.
Le 21 juillet, le quartier général de l'ATO a déclaré que des rebelles séparatistes prorusses avaient tiré sur le territoire russe depuis des positions proches du village de Dmytrivka, qui tenterait de discréditer l'Ukraine et ses forces armées.
Le 21 juillet, des parachutistes de la 79e brigade parviennent à briser leur encerclement et à évacuer leurs blessés vers l'arrière. Un officier de la quatrième compagnie du 2e bataillon organisa la sortie des blessés à bord de six véhicules blindés de transport de troupes. Les combattants tenaient la hauteur entre le village de Marynivka et le poste de contrôle de Marynivka. Le volontaire Iouriy Biryukov confirma la sortie de 75 personnes de l'encerclement, certains d'entre eux blessés.
Les militants ont tenté de maintenir et d'étendre leur zone de contrôle dans la zone des localités d'Uspenka, Marynivka et Dyakove. Le 21 juillet, les positions des forces ukrainiennes dans la région de Tchervonopartizansk ont essuyé des tirs provenant de la localité de Panchenkove, située à la frontière avec la Russie. Les positions proches de la localité de Kumachove ont été la cible de tirs depuis la Russie. Le matin du 22 juillet, les rebelles séparatistes prorusses, avec le soutien de l'artillerie russe, ont mené une préparation d'artillerie puis sont passés à l'offensive. Les positions de l'armée ukrainienne près du village de Marynivka et le point de passage près du village de Dmytrivka ont essuyé des tirs. Les combats se sont déroulés dans la zone depuis le poste de contrôle de Marynivka, le village de Dibrivka et jusqu'aux positions des forces ukrainienne à une altitude de 185,0. L'attaque sur Dibrivka a été repoussée et les rebelles ont perdu des combattants et un véhicule blindé de transport de troupes a été détruit.
Le chef rebelle séparatiste prorusse Igor Girkin a déclaré, dans la soirée du 22 juillet, que ses hommes occupent les villages de Kozhevnya et Chervona Zorya. Cependant, ils n'ont pas réussi à prendre d'assaut les fortifications sur les hauteurs près du village de Marynivka, défendues par les combattants de la 79e brigade.
Le lendemain matin, 23 juillet, les forces armées ukrainiennes ont lancé une contre-attaque et sont parvenus à reprendre le contrôle des villages de Kozhevnya et Chervona Zorya. Igor Girkin a déclaré avoir perdu 2 chars d'assaut, 2 véhicules de combat d'infanterie et déplore 30 blessés.
Du côté d'Amvrossiïvka, les forces ukrainiennes ont tenté d'élargir la « gorge du corridor », en prenant le village de Blagodatne.
Les forces ukrainiennes ont utilisé des avions de combat pendant les batailles pour ces quatre localités. Deux avions d'attaque Su-25 de l'armée de l'air ukrainienne ont été abattus par la défense aérienne russe lors d'une sortie dans la région de Saour-Mogyla le 23 juillet. Deux groupes du 3e régiment des forces spéciales ont été envoyés à la recherche des pilotes. Un des pilotes a été récupéré mais l'autre groupe a été repéré et déplore 8 morts, 4 soldats capturés tandis que seulement quatre soldats ont réussi à s'échapper.
Le 24 juillet, les rebelles séparatistes prorusses ont continué à bombarder les forces ukrainiennes dans la région du village de Marynivka et dans celle de Dojvansk. Le contrôle du poste de contrôle d'Izvarine a permis aux rebelles de continuer à recevoir des renforts et des armes directement depuis la Russie.
L'artillerie russe a bombardé les positions de l'armée ukrainienne près du poste-frontière de Marynivka.
Le 25 juillet, elle a bombardé le poste frontière près du village de Kozhevnya et les positions des forces ukrainiennes près du village de Dyakove.
Le 26 juillet, près de Dyakove, des rebelles séparatistes prorusses ont attaqué les positions des parachutistes de la 79e brigade. L'offensive a débuté immédiatement après les tirs d'artillerie russes.
La concentration des forces insurgées leur a permis d’attaquer et de capturer le poste-frontière « Marynivka » les 25 et 26 juillet. Ils ont également lancé une attaque en direction de Dovjansk, qui a été repoussée[réf. nécessaire].
Déjà dans l'après-midi du 26 juillet, les forces ukrainiennes ont poursuivi leur offensive en direction d'Amvrossivka–Tchystiakove, élargissant le « gorge du corridor » le long de la frontière. Des combats ont éclaté à Velikaya et Malaya Shishovka. Les rebelles séparatistes prorusses ont reçu des renforts directement depuis la Russie et ont pu les utiliser pour renforcer leurs propres zones. Le 26 juillet, de nouvelles colonnes de véhicules blindés sont arrivées depuis la Russie, dont l'une s'est dirigée vers Dovjansk.

#### Dégradation de la situation dans le secteur D
Au 23 juillet, la 72e brigade mécanisée, la 79e brigade aéromobile (sans peloton combiné de mitrailleuses et de lance-grenades), le 2e groupe tactique du bataillon de la 24e brigade mécanisée distincte, le groupe tactique du bataillon de la 28e brigade mécanisée distincte, la compagnie mécanisée et la batterie d'artillerie automotrice de la 51e brigade mécanisée distincte, les 2e et 3e batteries d'artillerie d'obusiers de la 55e brigade d'artillerie distincte, étaient en réalité épuisées par les bombardements systématiques par lance-roquettes multiples et l'artillerie depuis le territoire de la Russie, et étaient coupées des forces principales du secteur « D »  .
Le 23 juillet, un changement de commandement a eu lieu dans le secteur « D ». Le lieutenant-général Petro Lytvyn est arrivé au poste de commandement de la 72e brigade mécanisée près du village de Sonyachne. Il a pris le commandement du secteur « D ». Lytvyn, commandant du 8e corps d'armée, est arrivé avec son quartier général à ce poste de commandement, car jusqu'alors le secteur était commandé par le commandant de la 72e brigade, le colonel Andriy Hryshchenko.
Le 23 juillet, date du changement de commandement, les forces ukrainiennes dans le secteur D comptaient environ 4 000 hommes et était constitué d'un nombre d'unités disparates.
Les unités des groupes tactiques du 1er et du 2e bataillon de la 72e brigade mécanisée distincte dans la zone la colonie de Tchervonopartyzansk et les unités du groupe tactique du 2e bataillon de la 24e brigade distincte dans la zone de Zelenopillia et Dovjansk se trouvaient dans une situation particulièrement critique.
En juillet, le quartier général de l'ATO a envoyé des renforts au secteur « D » : un groupe tactique de bataillon de la 28e brigade. Selon certains rapports, il s'agissait d'une compagnie de la 28e brigade. Une unité de la 28e brigade a été encerclée près de Marynivka. Le 24 juillet, les unités de la 28e brigade se trouvaient dans une situation difficile. Leurs positions étaient constamment bombardées. Les combattants souffraient d'un manque de nourriture, de munitions et d'armes. Le CDSN a considéré ces informations comme obsolètes et a insisté sur le fait que la livraison de munitions a été organisée.

#### Capture de combattants de la 51e brigade
Une unité de la 51e brigade, rattachée à la 72e brigade et effectuait des missions dans la région de Sorokyne. Le 13 juillet, les forces ukrainiennes se sont repliées sur Dovjansk et ont pris position dans le secteur de la mine de Chervonopartizanskaya. Cette zone et la partie frontalière étaient contrôlées par les forces ukrainiennes. Le 17 juillet, un bombardements intense s'abat sur eux depuis le territoire de la Russie. Le gros des forces se retire en conséquence de cette zone. Une cinquantaine de combattants des 51e et 72e brigades restent sur place, chargés de défendre la frontière. Parallèlement, les rebelles séparatistes prorusses deviennent plus actifs à Dovjansk, oprérant sous le couvert de l'artillerie russe. Les militaires ukrainiens se retrouvent isolés du gros des forces. Le 23 juillet, sur 11 véhicules de combat, il n'en restait que 3, et les réserves de nourriture et d'eau étaient épuisées. Le 25 juillet, il ne restait plus aucun équipement ni munition. Le 25 juillet, 53 soldats qui tenaient la défense à 10-12 km de Tchervonopartizansk, ont déposé les armes. Une partie de l'unité qui a refusé de se rendre, composée de 11 personnes, dont Volodymyr Garmatiy, [réf. nécessaire]ont réussi à rejoindre les forces principales,,. Les rebelles séparatistes prorusses ont remis les prisonniers à la Russie. Ils ont ensuite été renvoyés en Ukraine. Les combattants ont été accusés de désertion.
En outre, la fermeture de la frontière interétatique dans le secteur « D » a été assuré par le groupe tactique combiné « Frontière » sous le commandement du général de division O. A. Binkovsky, composé d'unités du Service national des frontières d'Ukraine et de la Direction régionale sud de la Garde nationale d'Ukraine, qui se trouvaient dans la même situation. À partir du 13 juillet, le groupe a été systématiquement bombardé depuis le territoire de la Russie à l'aide d'artillerie, de mortiers et de lance-roquettes multiples BM-21 « Grad ».
Dans la zone où la frontière était fermée, coincée entre la hauteur de Saour-Mogyla, les villes de Snijne et Tchystiakove à l'ouest et au nord, et la frontière russe, de Marynivka à Chervonopartizansk au sud et à l'est, les forces ukrainiennes défendaient la zone depuis huit points fortifiés. Snijne et Tchystiakove sont, de fait, devenu des bases militaires rebelles. Les troupes ukrainiennes n'avaient accès à l'étroit corridor le long de la frontière que depuis la région d'Amvrossivka.
Les points clés de cette zone étaient contrôlés par les rebelles séparatistes prorusses. Les troupes du secteur « D » se trouvaient dans des positions extrêmement défavorables, le village de Dmytrivka étant toujours sous contrôle insurgé et tout le ravitaillement empruntant une étroite route frontalière. Après les attaques des rebelles séparatistes porursses des 15 et 16 juillet, le contrôle de Stepanivka et de Marynivka a été perdu. En outre, depuis le 26 juillet, les rebelles séparatistes occupèrent le poste-frontière de « Marynivka ». Pour mener à bien l'opération de fermeture de la frontière, il était nécessaire de capturer la hauteur de Saour-Mogyla et les villages de Stepanivka et de Dmytrivka. Sans le contrôle du village de Dmytrivka, les opérations des troupes dans les zones frontalières étaient impossibles. Les actions des unités ukrainiennes du secteur « D » étaient donc limitées, ces dernière ne pouvant pas manœuvrer.
Le seul endroit où l'on pouvait traverser la rivière Mious était le gué du village de Kozhevnya, constamment bombardé et attaqué, et les routes menant à Dyakovo, Chervonopartizansk et Dovzhansky étaient densément minées. Depuis Saour-Mogyla, les rebelles séparatistes prorusses pouvaient observer les positions et les mouvements des colonnes de forces ukrainiennes.
Au 22 juillet, la partie ukrainienne ne contrôlait plus le poste de contrôle d'Izvariyne. Des colonnes de rebelles séparatistes prorusses continuaient d'entrer en Ukraine depuis le territoire de la Russie. Elles se sont rassemblées en direction du poste-frontalier de Dovjansk et du village de Marynivka. Le CDSN a déclaré que les points les plus vulnérables de la frontière russo-ukrainienne étaient Izvarine, Tchervonopartizansk et Tchervona Zoria.
Depuis que les forces ukrainiennes ont perdu le contrôle du secteur frontalier du village d'Izvarine, l'accomplissement de la mission initialement assignée au secteur D a perdu tout son sens. Après avoir mené des combats pour le contrôle des points de contrôle sur la frontière sous des tirs constants depuis le territoire de la Russie, les rebelles séparatistes ont reçu du ravitaillement et des renforts pour leur groupe à travers le secteur d'Izvarine. La puissance de feu rebelle séparatiste/russe a commencé à croître rapidement.
Le facteur le plus dangereux était le bombardement massif d'artillerie depuis le territoire russe et le territoire frontalier ukrainien, où des batteries russes étaient régulièrement déployées. La densité des bombardements d'artillerie depuis le territoire russe a augmenté et, en juillet, l'artillerie russe est devenue le principal facteur de la défaite. Le 24 juillet, l'artillerie transfrontalière de la Russie a bombardé les positions de l'armée ukrainienne près du poste-frontière « Marynyvka ». Le 25 juillet, ils ont bombardé le passage près du village de Kozhevnya et les positions des forces ukrainiennes près du village de Dyakove, également le 26 juillet à nouveau sur Dyakove.
Les Russes se sont lancés dans une véritable traque des batteries d'artillerie ukrainiennes. À l'aide de drones à longue portée de type Orlan-10 et de stations radar de reconnaissance d'artillerie Zoopark, l'ennemi a localisé les positions des batteries ukrainienne et, immédiatement après avoir ouvert le feu, les a neutralisées par tous les moyens et forces de destruction conventionnels à sa disposition.
À la mi-juillet, l'approvisionnement était complètement paralysé. L'approvisionnement terrestre en vivres et en munitions des zones de concentration des unités était impossible. Exploitant les hauteurs de Saour-Mogyla, les rebelles séparatistes prorusses ont coupé l'armée ukrainienne de tout approvisionnement par des tirs d'artillerie constants. L'aviation de transport militaire a été mobilisée pour acheminer le matériel nécessaire aux unités bloquées. Cependant, ses capacités aériennes ne permettaient pas de répondre pleinement aux besoins des unités bloquées à la frontière. Les rebelles séparatistes prorusses se sont activement opposés à la livraison de fret par voie aérienne. Ainsi, un avion An-26 a été abattu près du village d'Izvarine. Selon le centre de presse de l'ATO, l'avion effectuait des « tâches dans le cadre du soutien au transport aérien de la phase active de l'ATO ». Selon l'Ukraine, l'avion a été abattu par un missile air-air lancé par un chasseur russe . L'avion a largué des conteneurs de fret par parachute. La précision de ces opérations était faible. Souvent, les conteneurs contenant des marchandises tombaient entre les mains des rebelles séparatistes prorusses.
Le 26 juillet, le président Petro Porochenko a annoncé que plus de 15 tonnes de munitions, de nourriture et d'eau avaient été livrées aux soldats des 72e et 79e brigades. Le volontaire Y. Biryukov n'a pas confirmé que les 72e et 79e brigades avaient reçu de la nourriture et des munitions. Il a cependant noté que la 28e brigade avait reçu la cargaison.
Lors des combats à la frontière, l'aviation a subi de lourdes pertes. Elle n'a pu livrer de ravitaillement ni fournir d'appui-feu, car les systèmes de défense aérienne russes étaient déployés à la frontière et ont abattu des avions et des hélicoptères de l'armée de l'air ukrainienne. Par exemple, le 23 juillet, deux avions militaires dans la région de Savur-Mohyla ont été abattus. Les pilotes ont réussi à s'éjecter  .
Dans la deuxième quinzaine de juillet, il est devenu évident que le plan d'opération précédent avait échoué. Les rebelles séparatistes prorusses ont réussi à préserver le corridor frontalier par lequel transitaient leur approvisionnements et leur ravitaillement depuis la Russie. L'offensive n'ayant pas réussi, il était urgent de prendre une décision : après avoir considérablement renforcé le groupe, il fallait prendre le contrôle de la zone frontalière près du village d'Izvarine, augmenter la densité et la puissance de feu dans le secteur « D », ou modifier radicalement la mission et la tactique du groupe dans ce secteur. La situation exigeait leur retrait immédiat afin de se mettre hors de portée de l'artillerie transfrontalière de la Russie.

### 3ephase: sortie de l'encerclement
Grâce à la résilience des unités des forces armées ukrainiennes encerclées, les forces russes ne sont pas parvenus à détruire les troupes encerclées dans les délais prévus. D'importantes forces militantes ont été immobilisées le long du périmètre. Cela a permis aux forces armées ukrainiennes de prendre des contre-mesures et de saisir l'initiative stratégique .
Fin juin, le quartier général de l'ATO a commencé à planifier une opération de retrait des troupes du secteur « D ». Les préparatifs ont été effectués, les réserves ont été mobilisées. L'opération a été élaborée par une douzaine d'officiers du quartier général de l'ATO pendant une semaine et demie. Un plan de retrait a été élaboré : itinéraires, indicatifs d'appel, horaires de mouvement.
La tâche de libérer les forces encerclées dans le secteur « D » a été confiée aux unités des 30e, 51e, 95e et 25e brigades aéroportées,. Les bataillons des 30e et 95e brigades étaient composées de près de 70% de soldats sous contrat et présentaient donc des qualités de combat nettement supérieures à celles formées à partir d'unités mobilisées tombées dans l'encerclement. Leur utilisation est devenue possible après la libération de Lyssytchansk. Elles devaient remplir la fonction d'unités de choc.
Il était prévu de frapper simultanément en direction de Saour-Mghyla et des villes de Chakhtarsk,Tchystiakove et Snijne. Les unités encerclées devaient percer pour les rencontrer. Pour mener à bien l'opération, il était nécessaire de prendre le contrôle de Saour-Mogyla.
En préparation de l'offensive et du déblocage des unités à la frontière, la zone de contrôle près du « gorge » du « corridor » frontalier a été élargie, qui devait devenir une tête de pont pour une attaque contre les positions rebelles séparatistes. Les villages de Blagodatne, Chervona Zora et Kozhevnaa ont été repris,. Le 26 juillet, les forces ukrainiennes ont avancé au nord d'Amvrossivka en passant par Velika et Mala Shyshivka.
Les 30e et 51e brigades mécanisées, 26e brigade d'artillerie, 95e brigade aéromobiles et 25e brigade aéroportées sont déployées dans le secteur « D ». Le 27 juillet, deux bataillons des 95e et 30e brigades lancent une offensive près de Saour-Mogyla, brisant rapidement la résistance des unités militantes russes. Un bataillon de la 25e brigade aéroportée du côté de Debaltseve lance un raid vers le sud, jusqu'à Chakhtarsk. Le raid a été planifié à la hâte, sans tenir compte de la situation et le commandement de l'ATO a décidé de manière aventureuse d'utiliser de petites forces pour capturer une grande ville, où les rebelles sépratistes prorusses avaient amassé des forces supérieures. Il ne fut pas possible d'obtenir de résultats tactiques positifs.
L'offensive des forces ukrainiennes du 27 juillet a contraint les rebelles separatistes prorusses à se retirer de Tchystiakove et à se déployer dans la région de Snijne. Des renforts insurgés en provenance de Rovenky et de Dovjansk ont commencé à arriver dans la ville. et d'autres renforts ont continué d'arriver depuis territoire de la Russie par le poste de contrôle d'Izvarine. Une offensive à grande échelle a commencé dans la région de Saour-Mogyla. Une colonne de rebelles séparatistes en provenance du village de Dyakove a été détruite.
Dans la zone de Saour-Mogyla, des rebelles séparatistes prorusses de la taille d'une brigade mécanisée étaient concentrées. Elles recevaient constamment des renforts par les postes-frontière de « Marynivka » et de « Dovzhansky », puis de Sukhodolsk via Rovenky et Dovjansk.
Le matin du 28 juillet, le centre de presse de l'ATO a rapporté que des unités de forces d'assaut aérien ont mené des raids en direction des localité de : Ridkodub, Logvino, Chakhtarsk, Ternove et la colline de Saour-Mogyla. Dans la nuit du 28 juillet, des militants ont tiré des missiles BM-21 Grad sur les positions ukrainiennes près de Saour-Mogyla,. Le ministère ukrainien de la Défense et certains médias ont rapporté que les fournitures nécessaires de nourriture, d'eau, de médicaments et de munitions avaient été livrées aux 72e et 79e divisions, qui tenaient les défenses à la frontière,.
Le 28 juillet au soir, Stepanivka a été pris d'assaut. Après cela, un intinérair de retraite a été ouvert aux unités de la 72e brigade encerclé dans le corridor frontalier. Les bataillons des 30e et 95e brigades ont avancé plus loin vers l'est et le nord.
Le 29 juillet, des combats ont eu lieu tout au long de la journée pour établir le contrôle « corridor de Marynivka » et Saour-Mogyla. Le contrôle de Snijne et la présence de positions autour ont permis aux rebelles séparatistes prorusses d'utiliser la ville comme base pour une offensive dans la région de Saour-Mogyla.
Sur le flanc est de la zone frontalière, le 29 juillet, des militants ont bombardé le poste de contrôle de Tchervonopartizansk avec de l'artillerie. La présence de chars d'assaut rebelle a été signalée à Tchervonopartizansk même. Le poste-frontière de Dovzhansky a également été bombardé du côté russe.
Cependant, la situation réelle autour de Saour-Mogyla différait des rapports officiels. Le 30 juillet, les combats se poursuivaient près de la colline. 20 mercenaires, 2 camions avec des munitions et un char d'assaut rebelles ont été détruits. Le 1er août, les forces ukrainiennes ont libéré deux localités près de Saour-Mogyla.
Les rebelles séparatistes prorusses se sont repliés dans la région de Snijne, et les ukrainiens ont tenté de lancer une offensive en direction de Dmytrivka, puis de Snijne. Parallèlement, des combats se poursuivent à Chakhtarsk avec un succès variable. Les rebelles séparatistes prorusses attaquaient à la fois depuis Donetsk, via Zugres, et depuis Tchystiakove, des renforts continuaient d'arriver depuis le territoire russe, via le poste de contrôle d'Izvarine.
Le matin du 30 juillet, après un bombardement au mortier des positions ukrainienne près du village de Dibrivka, des rebelles séparatistes prorusses ont lancé une attaque appuyée par 7 chars d'assaut et 5 unités de véhicules motorisés qui avaient traversé la frontière russo-ukrainienne plus tôt. L'armée ukrainienne a réussi à détruire 5 unités de véhicules motorisés.
Au cours de la journée, les forces ukrainiennes ont poursuivi leur offensive à travers le village de Rozsypne en direction de Chakhtarsk et Tchystiakove, et ont lancé des attaques depuis Debaltseve en direction de Krasny Luch. Les rebelles séparatistes prorusses ont constamment contre-attaqué depuis Tchystiakove, Krasny Luch et Zugres. Les contre-attaques ont été menées avec le soutien de l'artillerie russe, qui a lancé des frappes avec des missiles Grad depuis le territoire de la Russie contre le forces ukrainiennes dans la région de Saour-Mogyla et Stepanivka. Une partie des forces a commencé à se déplacer en direction de Rovenky et Dovjansk afin de rejoindre le groupe dans la région de Dovzhansky. La situation des unités ukrainiennes dans cette zone est restée critique.
Le matin du 31 juillet, une colonne de parachutistes est tombée dans une embuscade à Chakhtarsk. Cette bataille a fait des morts et des blessés parmi les ukrainiens. Au moins 10 parachutistes ont été tués. Les médias ont rapporté qu'un total de 21 soldats de la 25e brigade aéroportée ont été tués le 31 juillet, dont le commandant du 2e bataillon.
Le même jour, les zone des postes de contrôle de Dovzhansky, Izvarine et Chervonopartizansk, sous le feu de la Russie, se sont repliées vers des zones sûres. Simultanément au bombardement du poste-frontière près de Hryhorivka depuis le territoire russe, 150 rebelles séparatistes prorusses ont attaqué les positions de l'armée ukrainienne avec l'appui de trois chars d'assaut mais ont été repoussés.
Dans la nuit du 31 juillet, des gardes-frontières ukrainiens près du village de Vasylivka, dans le raïon d'Amvrossivskyi, à quelques kilomètres de la frontière, ont été attaqués par des groupe de sabotage et de rensignements, tuant cinq gardes-frontières. Le rapport du CDSN du même jour faisait état de trois morts et de onze blessés.
Le 1er août, les rebelle séparatistes prorusses se sont concentrés dans la région des villages de Dyakove et Rovenky. Leur matériel militaire est arrivé à Zugres. Une bataille a eu lieu près de Tchervonopartizansk, qui a duré 3 heures. Les rebelles ont utilisé des chars d'assaut dans la bataille. Les postes-frontière d'Uspenka et de Dovzhansky ont été bombardés depuis le territoire de la Russie. Des positions dans la région du village de Dyakove ont également été bombardées.
Le 2 août, les troupes régulières de la Fédération de Russie ont continué à être transférées vers Rovenky et Dovjansk. Les combats se sont poursuivis le long de l'autoroute Н21.
Le 3 août, les troupes ukrainiennes ont établi leur contrôle définitif sur la hauteur de Saour-Mogyla. Après cela, le retrait des froces ukrainiennes encerclées dans le corridor frontalier a commencé. À leur tour, les rebelles séparatistes prorusses ont lancé des attaques dans les régions de Chakhtarsk et de Saour-Mogyla. L'autoroute Н21 était sous leur contrôle.
Le 4 août, un groupe de troupes ukrainiennes, les principales forces de la 72e brigade, se sont retirées de la région de Tchervonopartizansk, avec d'autres éléments des forces ukrainiennes, en transportant toute leur artillerie et leur chars d'assaut. C'est le point le plus éloigné de la zone encerclées. À ce moment-là, la percée n'était pas encore totalement achevée ; les rebelles séparatistes restaient dans la région de Dovzhansky et sur plusieurs autres points d'appui, et ont du être combattues par les forces ukrainiennes pour effectuer leur retrait.
Le même jour un groupe d'une centaine rebelles séparatistes prorusses,a attaqué les forces combinées des 72e et 51e brigades dans la région de Tchervonopartizansk. Après un bombardement prolongé par « Grad » et des chars d'assaut, l'armée ukrainienne a été contrainte de se replier en passant par le territoire russe. Un groupe de 435 militaires ukrainiens (311 combattants selon d'autres informations) — 171 militaires et 140 gardes-frontières –, dont 200 soldats du 1er bataillon de la 72e brigade, ont traversé la frontière vers la Russie contre l'ordre du commandant. Les combattants eux-mêmes affirment avoir été sous le feu pendant environ trois semaines, sans aucun soutien du quartier général. Aucun d'entre eux n'a accepté de rester sur le territoire russe. Plus tard, dans une entretien, l'un des combattants ayant traversé le territoire de la Russie a déclaré que pour détruire son unité, les rebelles séparatistes avaient concentré un groupe de dix chars d'assaut et de six véhicules de combat d'infanterie près de Tchervonopartizansk, alors qu'eux même ni disposait plus d'aucun blindé.
Les rebelles séparatistes prorusses on décidé de détruire rapidement les unités ukrainiennes dans la région de Tchervonopartizansk en raison des succès ukrainiens à Dmytrivka et Dyakove et le désencerclement des unités le long de la frontière. Les combats se sont poursuivis à Chakhtarsk. Ces combats ont détourné d'importantes forces des rebelles séparatistes de la frontière.
Selon Tymchuk, le 5 août, l'activité rebelle dans les zones frontalières a diminué. Ils ont redéployé leurs groupes vers les localités de Rovenky, Snijne, Tchystiakove et Chakhtarsk. Ce redéploiement s'est accompagné de bombardements constants des positions ukrainiennes depuis le territoire russe. L'artillerie russe a bombardé la proximité du village de Dyakove, ainsi que des positions du groupe tactique de la compagnie, près de la frontière interétatique.
L'armée ukrainienne a continué à renforcer les défenses et à repousser les contre-attaques des rebelles séparatistes prorusses dans la région de Saour-Mogyla,. Le 6 août, les rebelles séparatistes ont conservé l'autoroute H21, tandis que les forces ukrainiennes se sont retiré de Chakhtarsk. L'intensité des combats à diminuer .
Le 5 août, l'ordre a été donné de briser l'encerclement des forces principales. Les russes ont tenter de perturber le retrait des unités des positions frontalières par des tirs d'artillerie. Ainsi, les unités qui assuraient la défense de la zone du village de Dyakove.
Le 7 août, l'essentiel des forces avaient quitté la zone.  Des affrontements ont eu lieu dans la région des villages de Zelenopillya et de Dyakove lors de la retraite. Le groupe d'attaque de la 72e brigade mécanisée était dirigé par le major Mykhailo Drapatiy. Il était accompagné du commandant de la division d'obusiers automoteurs, le lieutenant-colonel Dmytro Khrapach, et du commandant de la division d'artillerie à roquettes, Oleg Blanutsa.
Selon les informations publiées par Iouri Butusov, 410 soldats de la 72e brigade et plus de 500 soldats de la 24e brigade ont réussi à évacuer. De petits groupes de la 51e brigade, du 3e régiment des forces spéciales et des gardes-frontières ont également réussi à s'échapper. Le nombre d'unités de la 79e brigade ayant réussi à s'échapper est inconnu. L'armée ukrainienne est repartie avec des armes et du matériel : chars d'assaut, véhicules de combat d'infanterie, véhicules blindés de transport de troupes, obusiers automoteurs et lance-roquettes multiples. Une quantité importante de matériel défectueux a dû être abandonnée ou détruite, notamment au gué près du village de Kozhevnya. Les forces ukrainiennes ont subi des lourdes pertes lors de la retraite, sous un feu d'artillerie continu le long de l'unique voie de sortie. Trois combattants ont été tués lors de la retraite de la 72e brigade ; un soldat du 2e bataillon, deux membres de la division d'artillerie antiaérienne et plusieurs soldats ont été blessés. Selon des données non officielles, les gardes-frontières d'Odessa ont perdu cinq soldats tués lors de la retraite.
Le général Nazarov estime que le nombre de troupes retirées du secteur « D » s'élève à plus de 2 000 hommes et 250 pièces d'équipement. Leur retrait visait à rétablir l'état de préparation au combat.
Les forces ukrainiennes se sont repliées vers Nijni Naholchik et Yesaulivka. Ainsi, le contrôle du poste-frontirèe de Dovzhansky a été perdu. Les rebelles séparatistes prorusses ont déclaré avoir pris le contrôle de : Chervonyi Zhovten, Dyakove, Bobrykove, Nijni Naholchik, Astakhove, Orekhove, Douvjansk, Panchenkove, Girnyak, Mykhailivka, Dzerjinski. Les rebelles ont ainsi étendu la section de la frontière interétatique contrôlés par eux, ce qui a augmenté leur possibilités de recevoir des troupes et des armes directement de Russie.
Après avoir lancé une offensive sur depuis Debaltseve, les forces ukrainiennes ont indirectement et efficacement réduit la pression insurgée sur leur groupe sud. Les tentatives de déblocage ont conduit à la création d'un groupe dans la région de Saour-Mogyla. Les deux groupes (près de Debaltseve et de Saour-Mogyla) se trouvaient sur les flancs de la défense de l'agglomération de Donetsk-Makiivka. Cette configuration a permis le lancement d'une opération ukrainienne d'encerclement des rebelles séparatistes prorusses de Donetsk.
L'offensive de Debaltseve, l'attaque de Chakhtarsk et l'assaut sur Saour-Mogyla ont constitué une très désagréable surprise pour le commandement rebelles séparatistes. Contre toute attente, les insurgées étaient nettement inférieures en nombre et surtout en mobilité au niveau des points clés. Ils n'ont pas réussi à provoquer l'état-major ukrainien à lancer une action directe pour débloquer le corridor frontalier, et l'initiative stratégique s'est retrouvée entièrement du côté de l'armée ukrainienne.

## Voir également
- Bataille de Saour-Mogyla et dans le raïon de Chakhtarsk
- Guerre russo-ukrainienne
- Invasion de l'Ukraine par la Russie